# Бобовје
Бобовје је насељено место у саставу града Крапине у Крапинско-загорској жупанији, Хрватска. До територијалне реорганизације у Хрватској налазило се у саставу старе општине Крапина.

## Становништво
На попису становништва 2011. године, Бобовје је имало 510 становника.

## Попис1991.
На попису становништва 1991. године, насељено место Бобовје је имало 464 становника, следећег националног састава:
| Попис 1991.‍  | Попис 1991.‍  | Попис 1991.‍ | Попис 1991.‍ | Попис 1991.‍ |
| ------------ | ------------ | ----------- | ----------- | ----------- |
|              |              |             |             |             |
| Хрвати       | Хрвати       |             | 460         | 99,13%      |
| Југословени  | Југословени  |             | 1           | 0,21%       |
| Мађари       | Мађари       |             | 1           | 0,21%       |
| Срби         | Срби         |             | 1           | 0,21%       |
| неопредељени | неопредељени |             | 1           | 0,21%       |
| укупно: 464  |              |             |             |             |